# Énergie au Sénégal
Le secteur de l'énergie au Sénégal revêt une importance nouvelle avec la découverte récente de gisements d'hydrocarbures dans les eaux territoriales du pays.

## Secteur amont des hydrocarbures
Le gisement de gaz de Grand Tortue, découvert en 2015, est partagé avec la Mauritanie. Le développement de ce gisement a fait l'objet d'un accord de partage de production entre les deux pays, signé début 2018. Les réserves sont estimées à 700 milliards de mètres cubes et la production pourrait démarrer dès 2021. BP a réalisé une nouvelle découverte de gaz en mer, Yakaar-1, en 2017, celle fois entièrement au Sénégal.
Pour monétiser le gaz sénégalais et mauritanien, BP envisage la construction d'un port méthanier flottant, situé à la frontière des deux pays. Une autre option est la construction du gazoduc atlantique, projet soutenu par le Maroc, qui relierait le Nigeria à l'Espagne en longeant le littoral atlantique, et créerait ainsi un marché ouest-africain du gaz naturel.
En 2022, Petrosen a ouvert sa première station service à Diamniadio.

## Secteur aval
La Société africaine de raffinage, coentreprise de Saudi Binladin Group, de l'État sénégalais et de Total gère l'unique raffinerie du pays, située près de Dakar et d'une capacité de 1,2 Mt/an (soit environ 24 000 barils par jour). La construction d'une nouvelle raffinerie est envisagée. Elle serait plus moderne et aurait une capacité au moins cinq fois supérieure, dimensionnée pour répondre à la demande du pays et exporter vers ses voisins.
Le pays compte plus de 500 stations-services, fortement concentrées sur la région-capitale. La filiale sénégalaise de Total en détient un tiers.

## Secteur électrique
Le réseau électrique fonctionne à une fréquence de 50 hertz et la tension au niveau domestique est de 230 volts, standards hérités de l'époque coloniale.
La production s'est élevée à 7 549 GWh en 2022, en progression de 371 % depuis 2000, tirée pour 77 % du pétrole, pour 7,9 % du charbon, pour 7,9 % du solaire photovoltaïque et pour 5,2 % de l'éolien. Les besoins sont couverts à 7,1 % par l'importation d'électricité. La part de l'électricité dans la consommation finale d'énergie est de 15 %. Selon l'agence internationale de l'énergie, 81.5 % de la population a accès à l'électricité en 2023. Cet accès à l'électricité a été considérablement développé en quelques années, et le pays fait figure de leader africain en la matière. Le secteur est dominé par la Société nationale d'électricité du Sénégal (Sénélec), entreprise semi-publique. L'essentiel de l'électricité provient de centrales thermiques.
Selon la Sénélec, la puissance installée atteint 1 945 MW en 2023, dont 1 416 MW de centrales thermiques, 121 MW de centrales hydroélectriques, 250 MWc de centrales solaires et 159 MW de centrales éoliennes. La production s'est élevée à 6 654 GWh en 2023, en hausse de 12,6 %, dont 1 730 GWh produits par la Sénélec, 4 916 GWh achetés aux autres producteurs et 8 GWh sur les réseaux non interconnectés.
Le 22 août 2024, la première turbine à gaz (120 MW) de la centrale en cycle combiné au gaz du Cap des Biches 366 MW, dans la ville de Rufisque, est mise en service par West African Energy ; c'est la plus puissante du pays : elle représente 25 % de la puissance installée du Sénégal. Elle a été entièrement financée par des privés nationaux regroupés en un consortium. Sa mise en service complète est prévue en avril 2025.
Le 22 juin 2023, à l’occasion du Sommet de Paris pour un nouveau pacte financier, le Sénégal et le groupe des partenaires internationaux, composé de l’Allemagne, la France, l’Union européenne, le Royaume-Uni et le Canada, lancent un partenariat pour une transition énergétique juste (JETP). Ces derniers ainsi que les banques multilatérales de développement mobiliseront, pour une période initiale de 3 à 5 ans, à partir de 2023, 2,5 milliards d’euros de financements nouveaux et additionnels, afin d'accélérer le déploiement des énergies renouvelables de façon à porter leur part en capacité installée à 40 % du mix électrique sénégalais d’ici à 2030,.

### Hydroélectricité
Selon l'International Hydropower Association (IHA), la puissance installée des centrales hydroélectriques du Sénégal s'élevait à 121 MW fin 2022, soit 0,2 % du total africain, au 30e rang en Afrique, loin derrière l'Éthiopie (4 074 MW). Le Mali a 220 MW.

Le Sénégal reçoit 33 % de l'électricité produite par les centrales des barrages de Manantali (200 MW), de Gouina (140 MW) et de Felou (60 MW), construits au Mali de 1982 à 2022 par l’Organisation pour la mise en valeur du fleuve Sénégal (OMVS) sur le Bafing, considéré comme la partie supérieure du fleuve Sénégal. L'OMVS prépare quatre autres projets : Koukoutamba (293 MW), Balassa (181 MW) et Boureya (114 MW), tous trois sur le cours supérieur du Bafing, en Guinée Conakry, et le barrage à buts multiples de Gourbassi (18 MW), sur la Falémé, affluent du Sénégal frontalier entre le Sénégal et le Mali.

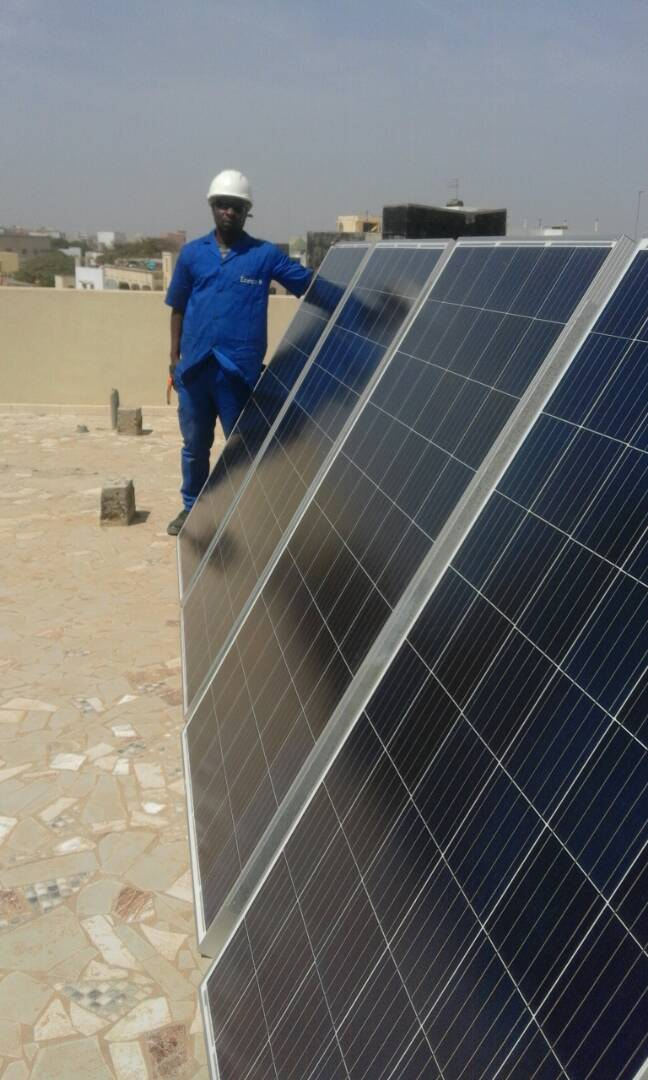
Capteurs solaires photovoltaïques.

Le barrage de Sambagalou d'une puissance de 128 MW est en construction à Kédougou au Sénégal.

### Solaire
Plusieurs centrales photovoltaïques ont été construites depuis 2017. En 2023, elles totalisaient 250 MWc.
Des initiatives locales et autonomes voient également le jour dans des zones rurales reculées. L’installation de puits solaires et de mini-forages permet ainsi à plusieurs villages d’améliorer l’accès à l’eau potable et à l’électricité, contribuant à renforcer la résilience des communautés.

### Éolien
En décembre 2019, le Sénégal inaugure son premier parc éolien à Taïba Ndiaye, d'une puissance de 40 mégawatts. Le parc est composé de 16 éoliennes de 117 mètres de hauteur, mais devrait évoluer vers un total de 46 éoliennes, pour une puissance de 158 mégawatts.